# 洪水の前 (ドクター・フーのエピソード)
「洪水の前」（こうずいのまえ、原題: "Before the Flood"）は、イギリスのSFドラマ『ドクター・フー』の第9シリーズ第4話。脚本はトビー・ウィトハウス、監督はダニエル・オハラが担当し、2015年10月10日に初放送された。10月3日に放送された「湖の底」との二部作の後編である。
舞台は2119年と1980年のスコットランドである。本作では12代目ドクター（演:ピーター・カパルディ）が1980年で異星人フィッシャー・キング（演:ニール・フィングルトン、ピーター・セラフィノビッツ）の侵略を阻み、同時に2119年に残されたコンパニオンのクララ・オズワルド（演:ジェナ・ルイーズ・コールマン）を救おうとする。事態の解決には2119年にいる、死亡して幽霊になったように見える未来の12代目ドクターが告げる情報が不可欠であり、因果のループがテーマになっている。

## 連続性
冒頭でドクターはエレクトリック・ギターでルートヴィヒ・ヴァン・ベートーヴェンの交響曲第5番を演奏する。「魔術師の弟子」ではドクターは戦車の上に立って同様に演奏していた。また、冒頭でドクターが演奏していたギターのアンプはマグパイ電気店のものであり、これは「テレビの中に住む女」で10代目ドクターとローズ・タイラーが遭遇したマグパイの店である。マグパイの名前はマーサ・ジョーンズのテレビ（「鳴り響くドラム」）やスターシップUK内の店舗（「眼下の獣」）でも登場した。
オドネルはローズ・タイラー、マーサ・ジョーンズ、エイミー・ポンドといったドクターの先代コンパニオンに言及し、また「月を殺せ」での出来事やハロルド・サクソンについても触れる。彼女は戦争大臣についても言及しているが、ドクターは戦争大臣のことを知らず、未来のドクターが対峙する人物であることが示唆されている。
オドネルはニール・アームストロングの格言「これは一人の人間にとっては小さな一歩だが、人類にとっては偉大な飛躍である」を引用した。なお、「静かなる侵略者」で11代目ドクターはサイレンスを倒すためにこのオリジナルの台詞を使用した。
チボリ星人は「閉ざされたホテル」で初登場した。チボリ星人のプレンティスは新たな支配者であるアルカテニアンによりフィッシャー・キングの支配から解放され、アルカテニアンの風習に従ってフィッシャー・キングを埋葬するために地球を訪れていた。アルカテニアンは『秘密情報部トーチウッド』のエピソード「ピロクテテスからの贈り物」で初めて言及された。「閉ざされたホテル」と「ピロクテテスからの贈り物」の脚本はいずれもトビー・ウィトハウスが担当した。
ターディスのセキュリティプロトコル712は「まばたきするな」で初登場した。ターディスのコンソールルームにホログラムが表示される他の機能には緊急プログラム1（「わかれ道」）と対話ユニット（「ヒトラーを殺そう!」）がある。
フィッシャー・キングはタイムロードについて「タイムロードはただの臆病な学者どもだったが、突然権力に目覚めて宇宙一戦争好きな種族になった」と述べている。これはクラシックシリーズでタイムロードが受動的な役割を担っていた一方で、新シリーズまでにタイム・ウォーに参戦したことを反映しているとみる見解がある。なお、後の第12シリーズ「時を超えた子供たち」ではタイムロードの起源が明かされ、科学者テクテイオンが関与していたことが明かされた。

### 他作品へのリファレンス
プレンティスの所有するビジネスカードには "May the remorse be with you." との記載があるが、これは『スター・ウォーズ』シリーズのキャッチフレーズ "May The Force Be With You." にちなんでいる。

## 製作
通常とは違い、本作では『ドクター・フー』のテーマ曲がエレクトリック・ギターで演奏されているが、これは本作冒頭でベートーヴェンの交響曲第5番を演奏したピーター・カパルディのジョークに促されたものである。カパルディは1980年代前半にはクレイグ・ファーガソンと共にパンク・ロックのバンドに所属していた。

## 放送と反応
「洪水の前」のリアルタイム視聴者は438万人に達し、前話「湖の底」の374万人から回復を見せた。番組視聴占拠率は21.5%で、ラグビーワールドカップ2015との競合は小さかった。「洪水の前」はその晩では4番目に多く視聴された番組となった。Appreciation Index は83を記録した。

### 批評家の反応
| 専門評論家によるレビュー | 専門評論家によるレビュー |
| レビュー・スコア         | レビュー・スコア         |
| 出典                     | 評価                     |
| ------------------------ | ------------------------ |
| The A.V. Club            | B+                       |
| ペースト                 | 8.9                      |
| SFX                      | [ 13 ]                   |
| TV Fanatic               | [ 14 ]                   |
| IndieWire                | A                        |
| IGN                      | 9.0                      |
| ニューヨーク・マガジン   | [ 17 ]                   |
| デイリー・テレグラフ     | [ 18 ]                   |
| ラジオ・タイムズ         | [ 19 ]                   |

「洪水の前」は肯定的にレビューされた。
IGNは本作を称賛して10点満点中9点と評価し、特にカパルディやゲスト出演者の演技、事態の解決方法に賛辞の言葉を送った。ガーディアン紙のダン・マーティンはコールマンの演技を称賛し、彼女とカパルディが「今や確実に『ドクター・フー』史上最も成功したペアの1つである」と確信した。彼はフィッシャー・キングのデザインも高く評価し、本当に怖かったと認めた。デジタル・スパイのモーガン・ジェフェリーは本作が「怖ろしくてスマートだ」とし、前話よりも良くなっていると感じたが、しかし彼はプレンティスや基地のメンバーの出番が多くなかったことについては残念な印象を抱いた。全体として彼はウィトハウスの作品では「同窓会」以来の傑作であると述べた。デン・オブ・ギークのサイモン・ブリューも肯定的であり、カパルディの演技を称賛した。しかし、フィッシャー・キングの利用とデザインについては「本当に注意を引かれなかった。むしろ残念だった」と述べた。全体として「先週よりも不完全だったが、この二部作の強さに不平はなく、二部作への移行が今のところ『ドクター・フー』第9シリーズに有益であると強く感じている」と述べた。
しかし、デイリー・テレグラフのキャサリン・ギーは本作に5点満点で3点を付け、フィッシャー・キングの出番が少ないと批判した。